# Isolona
Isolona Engl. – rodzaj roślin z rodziny flaszowcowatych (Annonaceae Juss.). Według The Plant List w obrębie tego rodzaju znajduje się 14 gatunków o nazwach zweryfikowanych i zaakceptowanych, podczas gdy kolejnych 9 taksonów ma status gatunków niepewnych (niezweryfikowanych). Występuje naturalnie w klimacie tropikalnym Afryki oraz na Madagaskarze. Gatunkiem typowym jest I. madagascariensis (A.DC.) Engl.

## Morfologia
PokrójZimozielone drzewa lub krzewy.
LiścieNaprzemianległe, pojedyncze. Blaszka liściowa jest całobrzega.
KwiatyPojedyncze lub zebrane w pary, rozwijają się w kątach pędów. Mają 3 wolne działki kielicha. Płatków jest 6, ułożonych w jednym okółku, są zrośnięte, grube, skórzaste, podobne do siebie. Dno kwiatowe jest wypukłe. Kwiaty mają liczne wolne pręciki z krótkimi nitkami pręcikowymi (filamentum). Zalążnia jest górna składająca się z licznych zrośniętych owocolistków zawierające jedną lub wiele komór. Znamię jest promieniste.
OwoceZebrane w zdrewniałe owocostany. Zawierają wiele nasion.

## Systematyka
Pozycja według APweb (aktualizowany system APG III z 2009)
Rodzaj wraz z całą rodziną flaszowcowatych w ramach rzędu magnoliowców wchodzi w skład jednej ze starszych linii rozwojowych okrytonasiennych określanych jako klad magnoliowych.
Lista gatunków
| - Isolona campanulata Engl. & Diels - Isolona congolana (De Wild. & T.Durand) Engl. & Diels - Isolona cooperi Hutch. & Dalziel ex G.P.Cooper & Record - Isolona deightonii Keay - Isolona dewevrei (De Wild. & T.Durand) Engl. & Diels - Isolona hexaloba (Pierre) Engl. & Diels - Isolona le-testui Pellegr. | - Isolona lebrunii Boutique - Isolona madagascariensis (A.DC.) Engl. - Isolona perrieri Diels - Isolona pilosa Diels - Isolona soubreana A.Chev. ex Hutch. - Isolona thonneri (De Wild. & T.Durand) Engl. & Diels - Isolona zenkeri (Engl.) Dyer |